# Ореховая гора
Ореховая Гора — холм  ледникового происхождения в Красносельском районе Санкт-Петербурга. Является самой высокой точкой Санкт-Петербурга и одной из самых высоких точек во всей юго-западной части Ленинградской области. Высота над уровнем моря 175,9 м.
Вместе с Вороньей Горой и горой Кирхгоф образует Дудергофские высоты, представляющие собой возвышенность у верхней бровки Балтийско-Ладожского уступа, ограниченной ложбинами ледникового выпахивания. В XVIII веке Воронья и Ореховая гора не различались и считались одной Дудоровой горой.
Расположен в юго-западной части города (12 км от КАД), вблизи находится железнодорожная платформа Дудергоф. 